# Agincourt Square
Az Agincourt Square (magyarul: Agincourt tér) a walesi Monmouth főtere, egykori vásártere.

## Története
Monmouth középkori vásártere az egykori motte típusú vár alsó udvarán alakult ki és a mainál sokkal nagyobb területre terjedt ki. 1724-ben, a Shire Hall megépítése után is megőrizte a vásártéri funkcióját. 1804-ig Market Place néven volt ismert.
A 19. század elején kapta mai nevét az 1415-ös azincourt-i csata emlékére, amelyben V. Henrik angol király, Monmouth szülöttje döntő vereséget mért a francia csapatokra. A névadáskor szempont volt a helyi turizmus fellendítése is a Wye völgyében fekvő településeken, és ezért a város elöljárói megpróbáltak minél több eseményt, híres embert kötni a városhoz. A névadás pontos időpontja nem ismert, egyes vélemények szerint 1817-ben, míg más történészek szerint 1830-ban kapta mai nevét.
A 19. században a város egyik fő közlekedési csomópontja volt. A helyi állattartók itt terelték át állataikat útban a Market Hall alatti mészárszékek felé. Évekig innen indították a környéken szervezett nagy népszerűségnek örvendő rókavadászatokat is.
A téren álló épületek nagy része az idők során fogadóként üzemelt. 1835-ben például tizenöt fogadó üzemelt; s ezt egy rövid rímvers is megörökítette:
A gin court here, (Egy gin ivó itt)
 a gin court there, (egy gin ivó ott)
 no wonder they call it (a s neve ezért)
A-gin-court Square. (A-gin-ivó tér)
Ezenkívül a téren tartották az általános gyűléseket is, sőt különlegesebb eseményeknek is helyszíne volt. Például 1890. április 30-án John Maclean Rolls, Llangattock 1. bárója tiszteletére ökörsütést szerveztek a téren, amit tea- és süteményosztogatás előzött meg. Viktória királynő arany- és gyémántjubileuma alkalmából a téren nyilvános disznósütést szerveztek.
Jelentős esemény volt a yorki herceg és hercegné látogatása 1900. október 29-én. A Lord és Lady Llangattock birtokára érkező hercegi pár rövid megállót tartott a téren.
1911. október 19-én állították fel a város híres lakosának, Charles Rollsnak a szobrát.
Napjainkban minden hét péntekén és szombatján piacot szerveznek a Shire Hall árkádjai alatt. Minden hónap második szerdáján kézművesvásárt tartanak. A tér az egyik fő helyszíne a városi fesztiválnak (Monmouth Festival) 1982 óta.

## Jelentős épületek
- Shire Hall - I. kategóriás brit műemlék (British Listed Building).[14] 1724-ben épület az esküdtszéki bíróság (angolul: Assize Court) valamint a monmouthshire-i negyedévi ülészakok (angolul: Quarter Sessions) számára. 1840-ben itt zajlott le a chartisták vezérének, John Frostnak a pere, amelyben hazaárulással vádolták meg a newporti lázadásban való részvétele miatt. Az épületet vásárcsarnokként is használták. A Shire Hall ma a megyei tanács tulajdona. Egyik tárgyalóterme nyitva áll a látogatók előtt. Az épületben ma a városi turisztikai hivatal székel valamint Monmouth városi tanácsának irodái.
- Agincourt House - jelentős 17. század eleji favázas épület.[15] Az épületet többször is átépítették, de az Agincourt térre néző homlokzat oromvédő deszkáján 1624 olvasható.[15] II*. kategóriás brit műemléknek (British Listed Building) számít 1952. június 27. óta.[16]
- Punch House - egykori fogadó és szálloda. Az épület II. kategóriás brit műemlék (British Listed Building) 1974. augusztus 15. óta.[17]
- King’s Head Hotel -  a 17. század közepén felhúzott épületben egykoron a város egyik leghíresebb fogadója működött és állítólag I. Károly angol király is megszállt benne 1645-ben. Az íves kapuján keresztül megközelíthető udvarában cserélték és abrakolták a londoni postakocsik lovait. II*. kategóriás brit műemléknek (British Listed Buildings) számít.[18]
- The Beaufort Arms Hotel - 18. század eleji fogadó, bár homlokzatát a korai viktoriánus korszak termékeny építésze, George Vaughan Maddox az 1830-as években átalakította.[15] II*. kategóriás brit műemléknek (British Listed Building) számít 1952. június 27. óta.[19]
- Charles Rolls szobra